# 稲垣定計
稲垣 定計（いながき さだかず、享保13年（1728年）- 享和4年1月18日（1804年2月28日））は、近江山上藩の第4代藩主。
旗本稲垣昭倫（宗家・稲垣重昭の次男）の次男。母は渡辺輝の娘。正室は松平忠暁の娘。子に稲垣定淳（長男）、稲垣定時（次男）、稲垣定賢（三男）、稲垣定邦（四男）、娘（増山正賢正室）。官位は従五位下、若狭守、周防守、長門守。
享保13年（1728年）、もしくは享保18年（1733年）6月22日生まれと言われている。幼名は鎌吉。先代藩主の稲垣定享には女児2人しかいなかったため、元文5年（1740年）6月21日、定享が死去した後、その末期養子として跡を継いだ。延享元年（1744年）11月15日、将軍徳川吉宗に御目見する。延享2年（1745年）、従五位下・若狭守に叙任する。宝暦8年（1758年）11月15日に大番頭、天明元年（1781年）10月12日に大坂定番となる。寛政3年（1791年）10月13日に定番を辞任し、翌年11月20日に長男の定淳に家督を譲って隠居し、南岳と号した。享和4年（1804年）正月18日、77歳で死去した。法号は香林院海栄南岳大居士。墓所は群馬県伊勢崎市の天増寺。

## 系譜
父母
- 稲垣昭倫（実父）
- 渡辺輝の娘（実母）
- 稲垣定享（養父）

正室
- 松平忠暁の娘

子女
- 稲垣定淳（長男）生母は正室
- 稲垣定時（次男）
- 稲垣定賢（三男）
- 稲垣定邦（四男）
- 増山正賢正室